# Lisnowo
Lisnowo – wieś w Polsce położona w województwie kujawsko-pomorskim, w powiecie grudziądzkim, w gminie Świecie nad Osą.

## Podział administracyjny
W latach 1954–1971 wieś należała i była siedzibą władz gromady Lisnowo, po jej zniesieniu w gromadzie Świecie n/Osą. W latach 1975–1998 miejscowość administracyjnie należała do województwa toruńskiego.

## Demografia
Według Narodowego Spisu Powszechnego (III 2011 r.) wieś liczyła 456 mieszkańców. Jest trzecią co do wielkości miejscowością gminy Świecie nad Osą.

## Gospodarka
W miejscowości działało państwowe gospodarstwo rolne (PGR). Jednostką nadrzędną była Stadnina Koni Nowe Jankowice. Obecnie gospodarstwo w dalszym ciągu wchodzi w skład Stadniny Koni Nowe Jankowice Sp. z o.o..

## Edukacja
Na terenie wsi znajduje się szkoła podstawowa im. ks. Jana Twardowskiego.